# Phyllotocus melanurus
Phyllotocus melanurus är en skalbaggsart som beskrevs av Britton 1957. Phyllotocus melanurus ingår i släktet Phyllotocus och familjen Melolonthidae. Inga underarter finns listade i Catalogue of Life.